# Marysville (California)
Marysville, fundada en 1851, es una ciudad y sede de condado del condado de Yuba en el estado estadounidense de California. En el año 2000 tenía una población de 12,268 habitantes y una densidad poblacional de 1,351.8 personas por km². Marysville forma parte del área metropolitana de Sacramento

## Geografía
Marysville se encuentra ubicada en las coordenadas 39°08′45″N 121°35′29″O / 39.14583, -121.59139. Según la Oficina del Censo, la ciudad tiene un área total de 9,4 km² (3,6 mi²), de la cual 9,4 km² (3,6 mi²) es tierra y 0,3 km² (0,1 mi²) (3.31%) es agua.

## Demografía
Según la Oficina del Censo en 2000 los ingresos medios por hogar en la localidad eran de $28,494, y los ingresos medios por familia eran $33,474. Los hombres tenían unos ingresos medios de $27,630 frente a los $20,240 para las mujeres. La renta per cápita para la localidad era de $15,315. Alrededor del 18.9% de la población estaban por debajo del umbral de pobreza.

## Educación
El Distrito Escolar Unificado de Marysville gestiona escuelas públicas.